# (14357) 1987 UR
(14357) 1987 UR est un astéroïde de la ceinture principale d'astéroïdes de 9,580 km de diamètre découvert en 1987.

## Description
(14357) 1987 UR a été découvert le 22 octobre 1987 à Toyota (Japon) par Kenzo Suzuki et Takeshi Urata.

### Caractéristiques orbitales
L'orbite de cet astéroïde est caractérisée par un demi-grand axe de 3,1 UA, un périhélie de 2,19 UA, une excentricité de 0,27 et une inclinaison de 5,95° par rapport à l'écliptique. Du fait de ces caractéristiques, à savoir un demi-grand axe compris entre 2 et 3,2 UA et un périhélie supérieur à 1,666 UA, il est classé, selon la JPL Small-Body Database, comme objet de la ceinture principale d'astéroïdes.

### Caractéristiques physiques
(14357) 1987 UR a une magnitude absolue (H) de 13,3 et un albédo estimé à 0,101, ce qui permet de calculer un diamètre de 9,580 km.Ces résultats ont été obtenus grâce aux observations du Wide-Field Infrared Survey Explorer (WISE), un télescope spatial américain mis en orbite en 2009 et observant l'ensemble du ciel dans l'infrarouge, et publiés en 2015 dans un article présentant les résultats concernant 7 956 astéroïdes.